# イギリス指定建造物

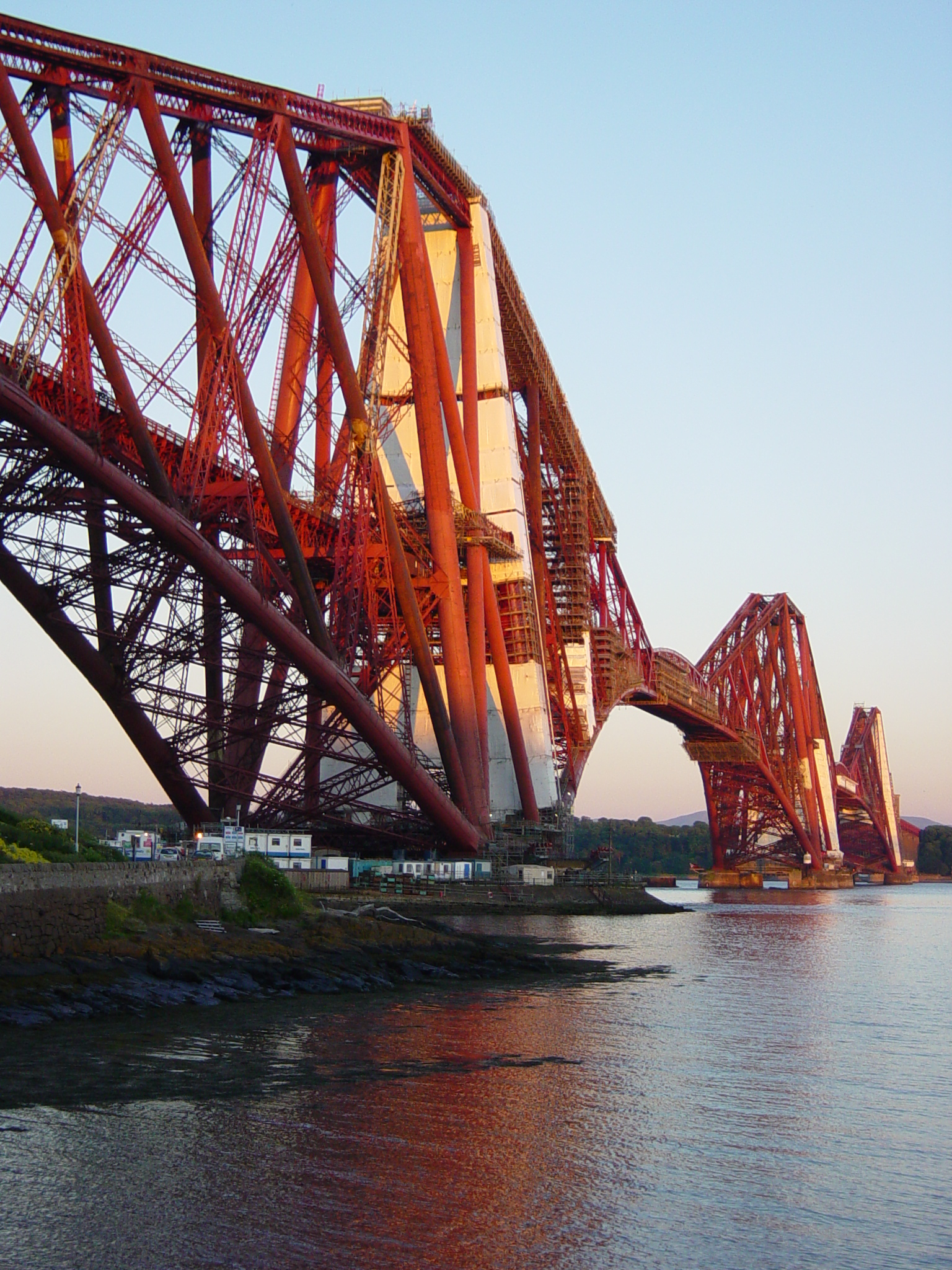
フォース橋はスコットランドのA類指定建造物

イギリス指定建造物（イギリスしていけんぞうぶつ、英語: Listed Buildings of United Kingdom）は、イギリス登録建造物、イギリス重要建造物などとも訳され、イギリスで特別に建築上および歴史上重要な建築物で法的に指定された建築物を指す。 
指定を受けた建造物は、下記の各地の組織からの特別な許可がない限り、勝手に壊したり手を加える事を禁じられる。
登録建造物制度は1944年法案提出（成立は1947年）の「都市計画法」が前身となっており、地方当局が都市計画の一環として建造物を保有する制度である。制度には強い強制力があり、登録が所有者の同意なしに行える点に特徴がある。

## 各地方の法的な組織
建築物の指定をする法的な組織とは、
- イングランド：ヒストリック・イングランド（正式名称：Historic Buildings and Monuments Commission for England、以前はイングリッシュ・ヘリテッジが担当）
- ウェールズ：カドゥ（英語版） (Cadw; Historic Environment Service of the Welsh Government)
- 北アイルランド：北アイルランド環境庁（英語版） (Northern Ireland Environment Agency)
- スコットランド：Historic Environment Scotland (en) （以前はヒストリック・スコットランド（英語版）が担当）

である。

## イングランド
イングランドでは、指定建造物は次の3等級に分類されている。
- 1級（Grade I）：最高に重要な建造物（Category:第一級指定建築物も参照）
- 2*級（Grade II*）：特別に重要な建造物（Category:第二*級指定建築物も参照）
- 2級（Grade II）：特別な建造物で、保護が必要な建造物（Category:第二級指定建築物も参照）

指定建造物は、イングランドの全建物の2％にも登っている。2010年現在、374,000件が指定されており、その内1級が2.5%で、2*級は5.5％、2級は残りの92％であった。

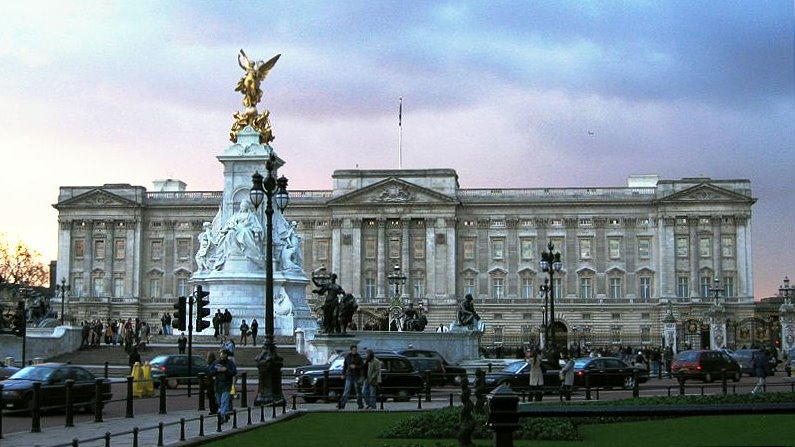
バッキンガム宮殿はイングランドの1級指定建造物
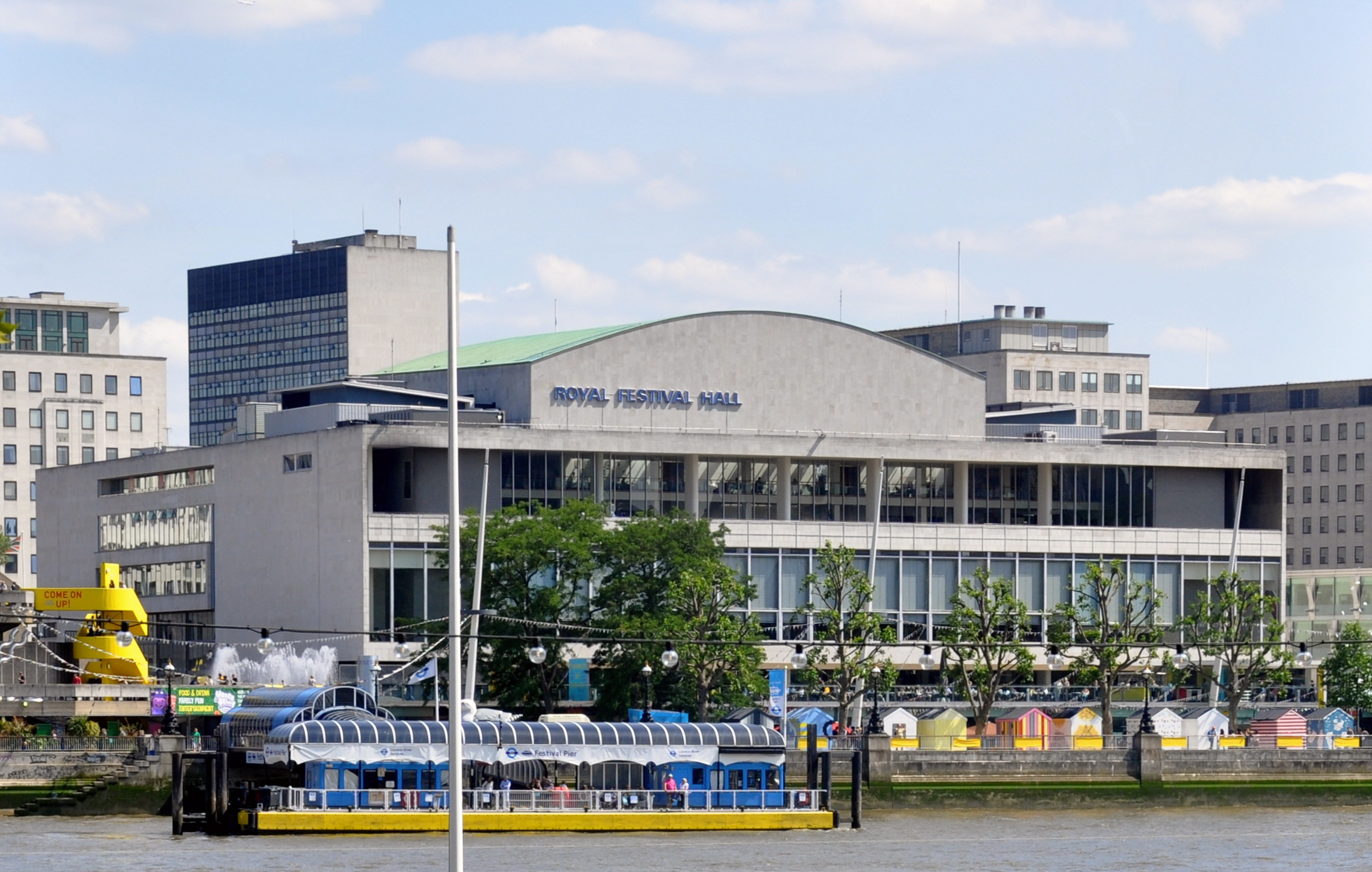
ロイヤル・フェスティバル・ホールもイングランドの1級指定建造物
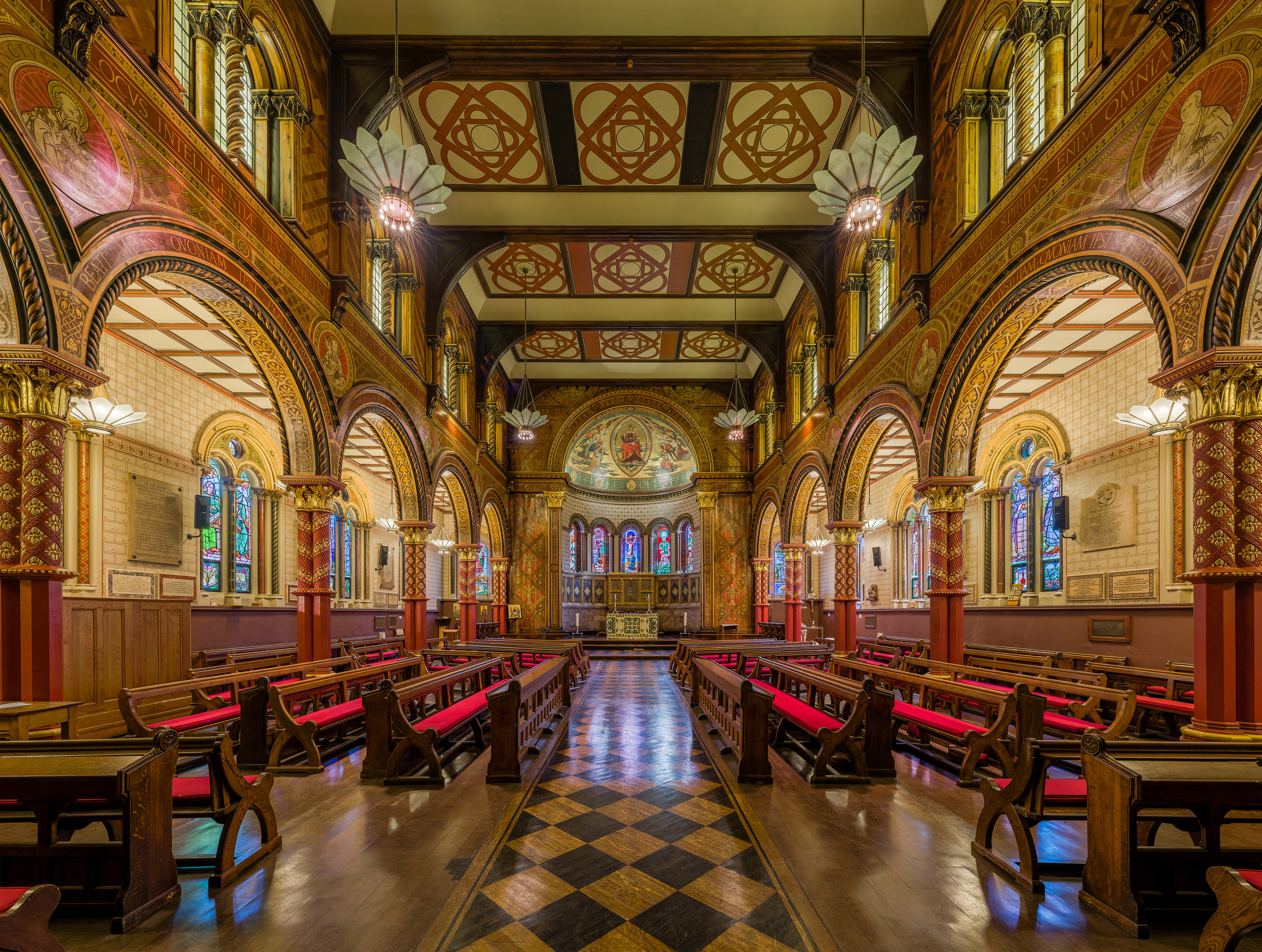
King's College London Chapelもイングランドの1級指定建造物
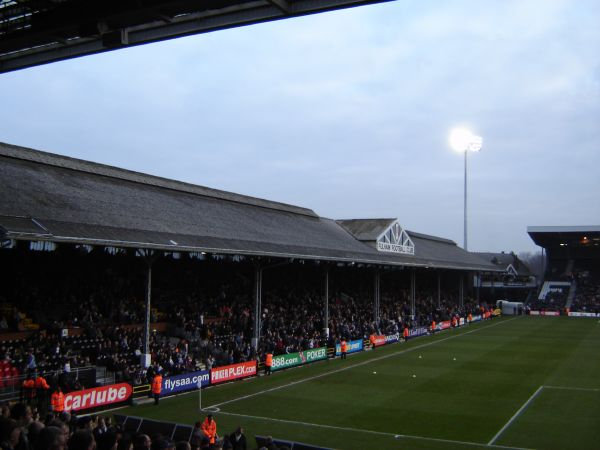
クレイヴン・コテージ・サッカー場のJohnny Haynes Standはイングランドの2*級指定建造物

## ウェールズ
ウェールズでも、指定建造物の等級はイングランドと同様なものを使っている。

カーディフ城は1級指定建造物

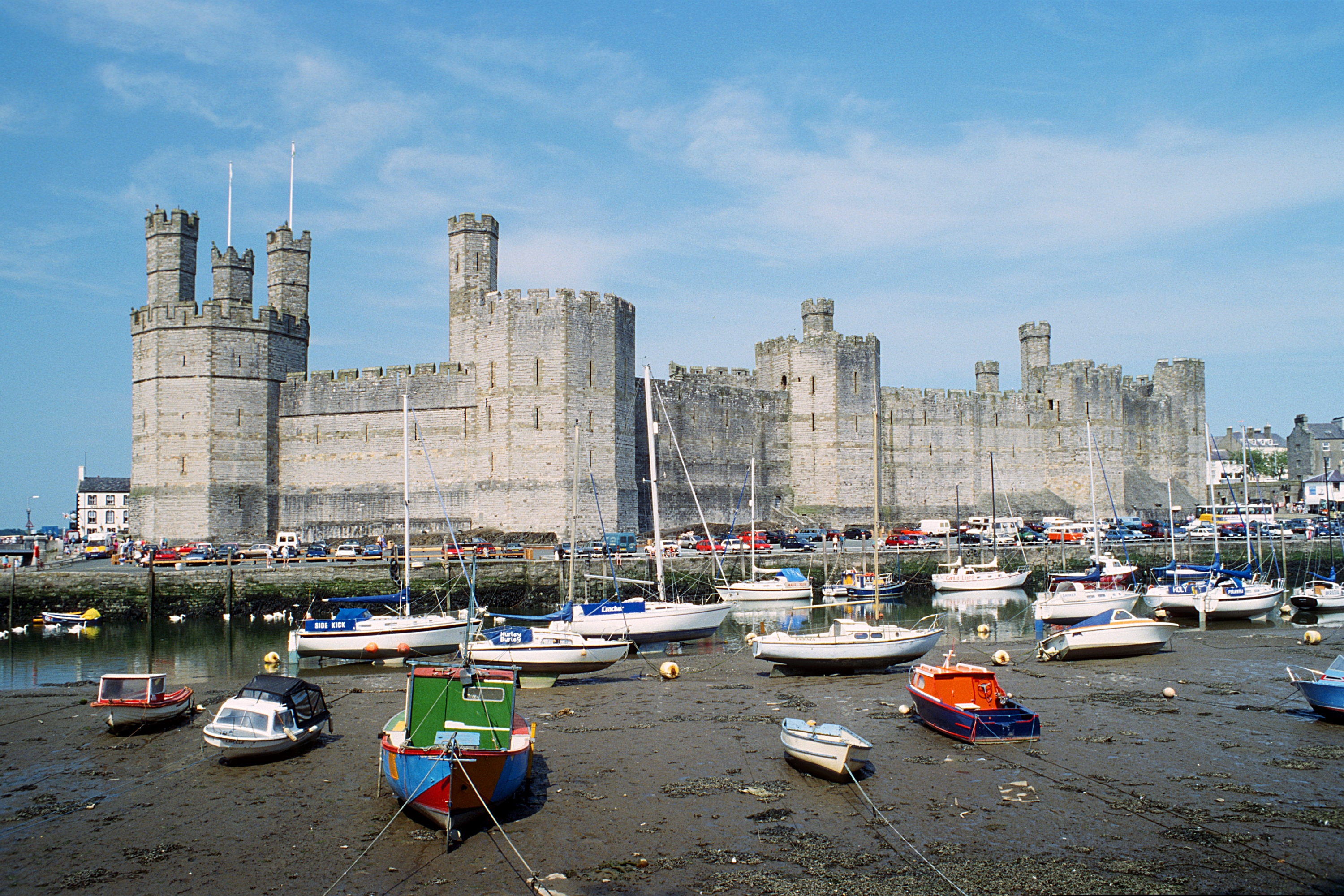
カーナーヴォン城も1級指定建造物
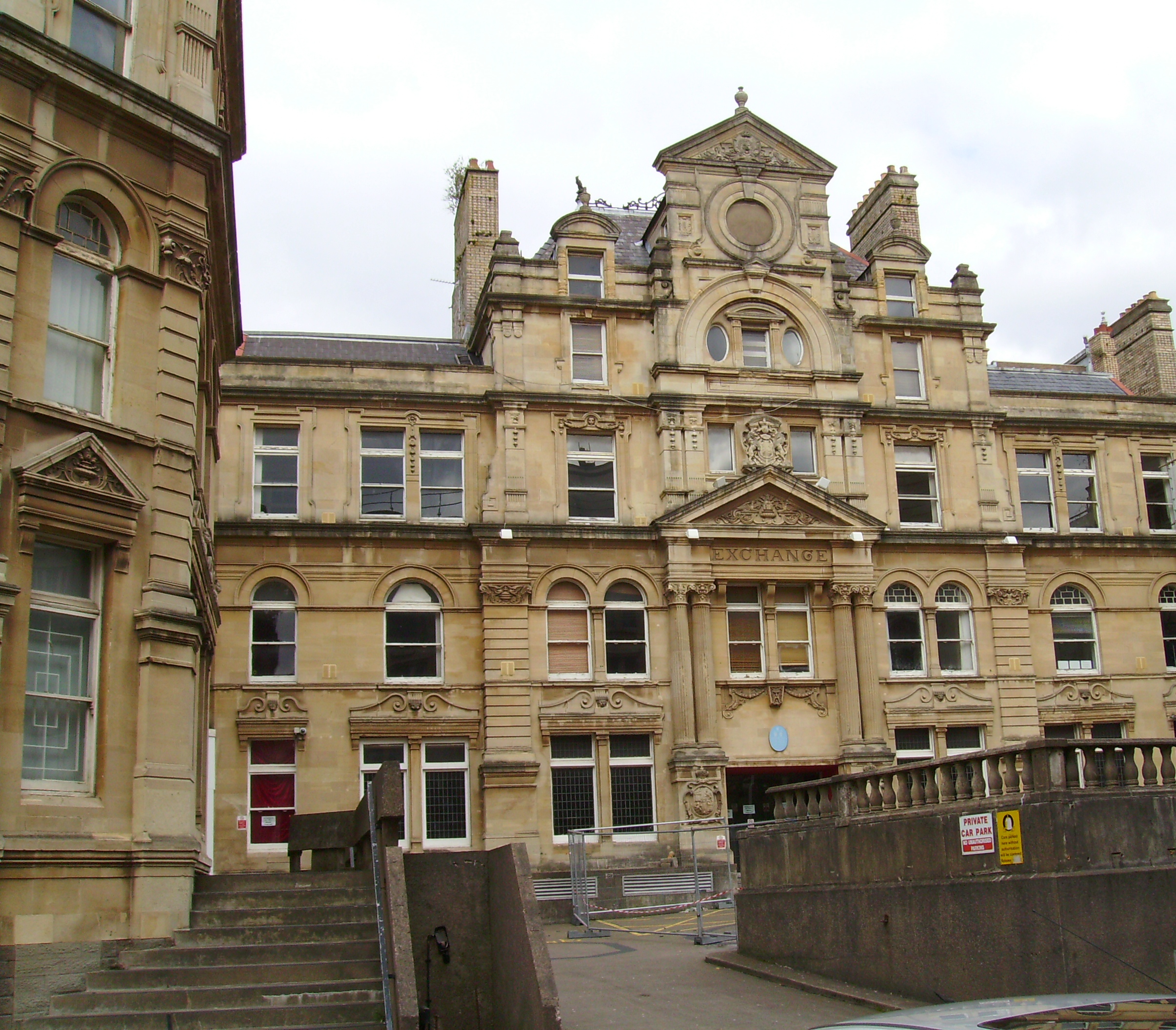
カーディフ石炭交易所（Coal Exchange）は2*級指定建造物
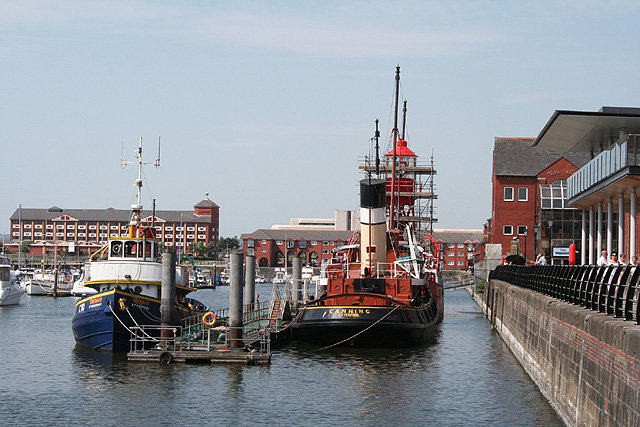
スウォンジー国立水際博物館（National Waterfront Museum、右）は2級指定建造物

## 北アイルランド
北アイルランドでの指定建造物の等級は
- A級（Grade A）：（Category:A級指定建築物 (北アイルランド) Grade A listed buildingsも参照）
- B+級（Grade B*）
- B級（Grade B）

となっている。
指定建造物は8,500件が指定されており、北アイルランドの全建物の2％にも達している。その内A級が200件で、B+級は400件、B級は残りであった。

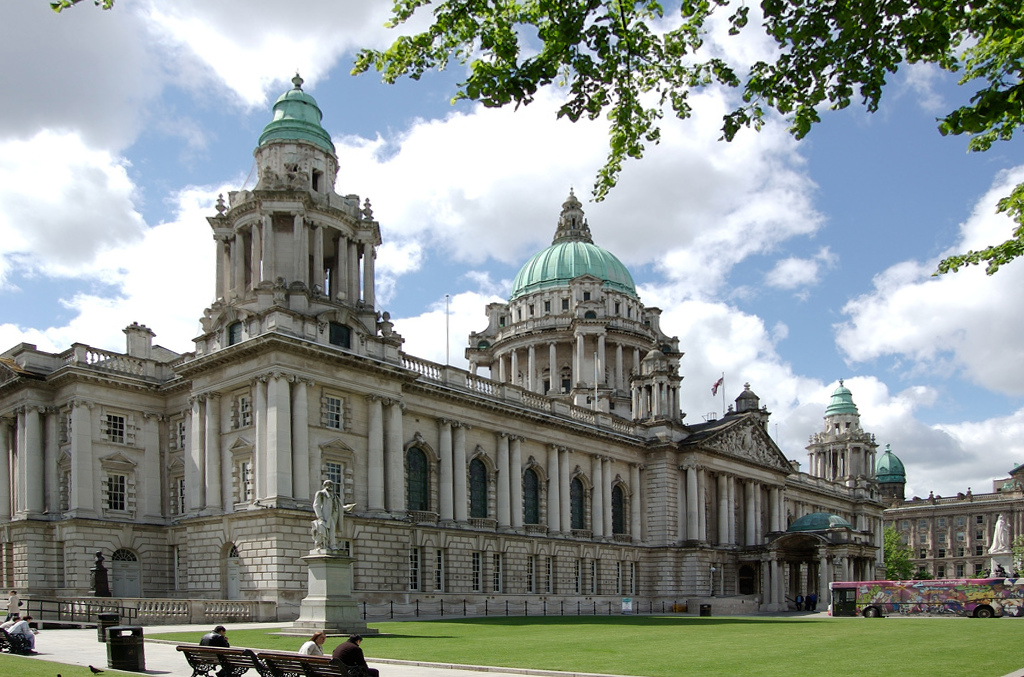
ベルファスト市庁舎（Belfast City Hall）は北アイルランドのA級指定建造物
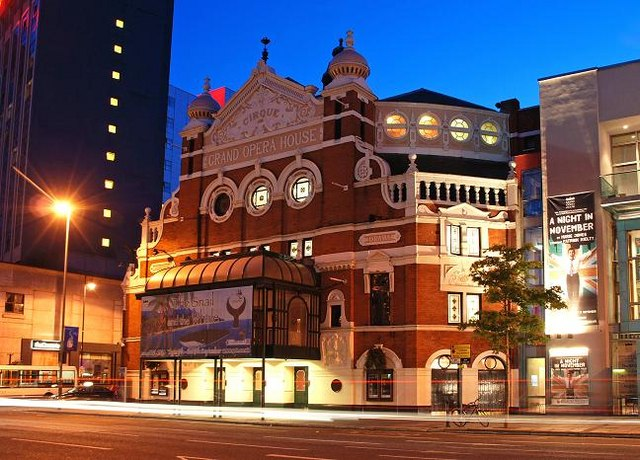
ベルファスト・グランド・オペラハウス（Grand Opera House, Belfast）もA級指定建造物
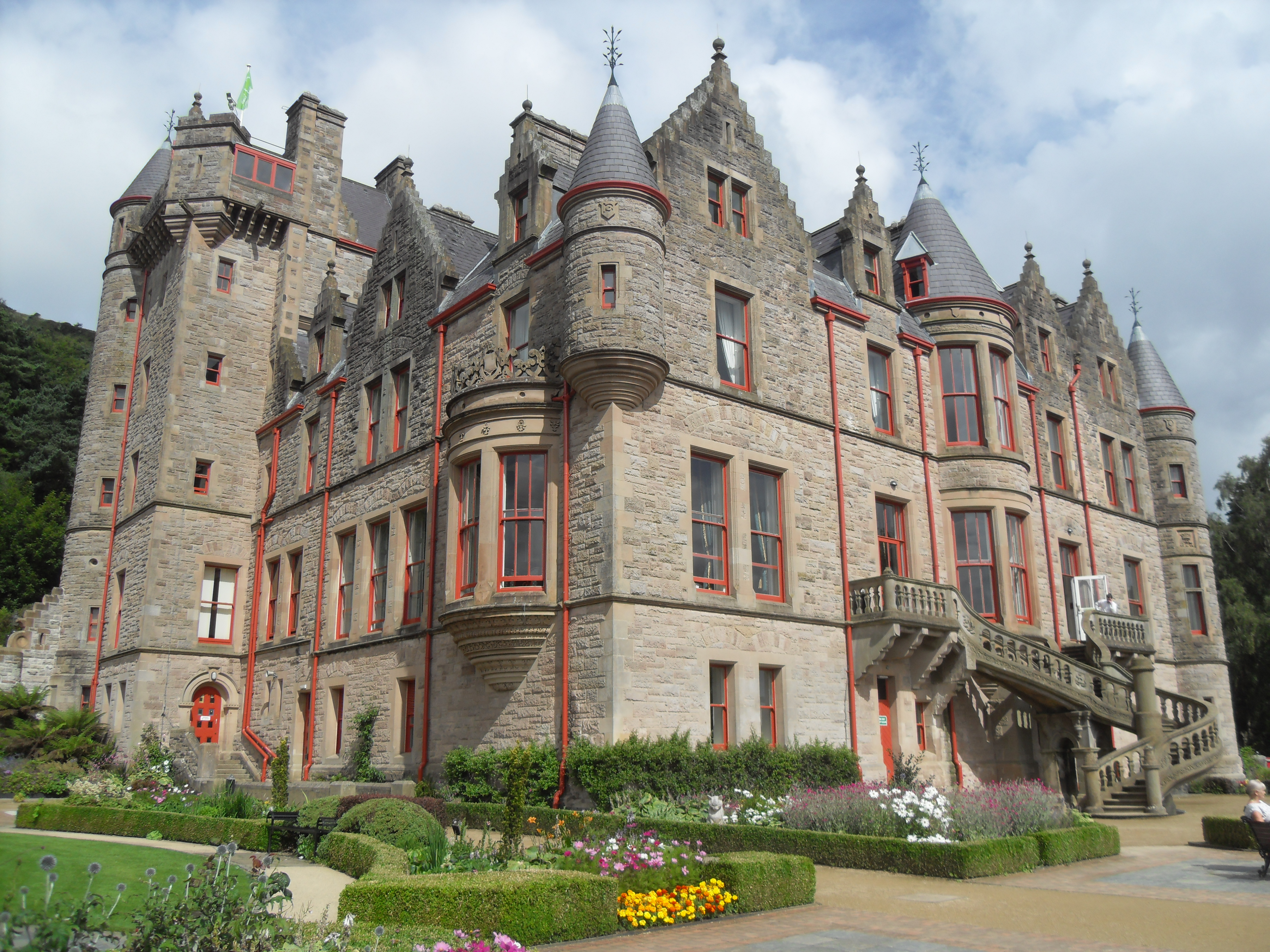
ベルファスト城（Belfast Castle）はB+級指定建造物
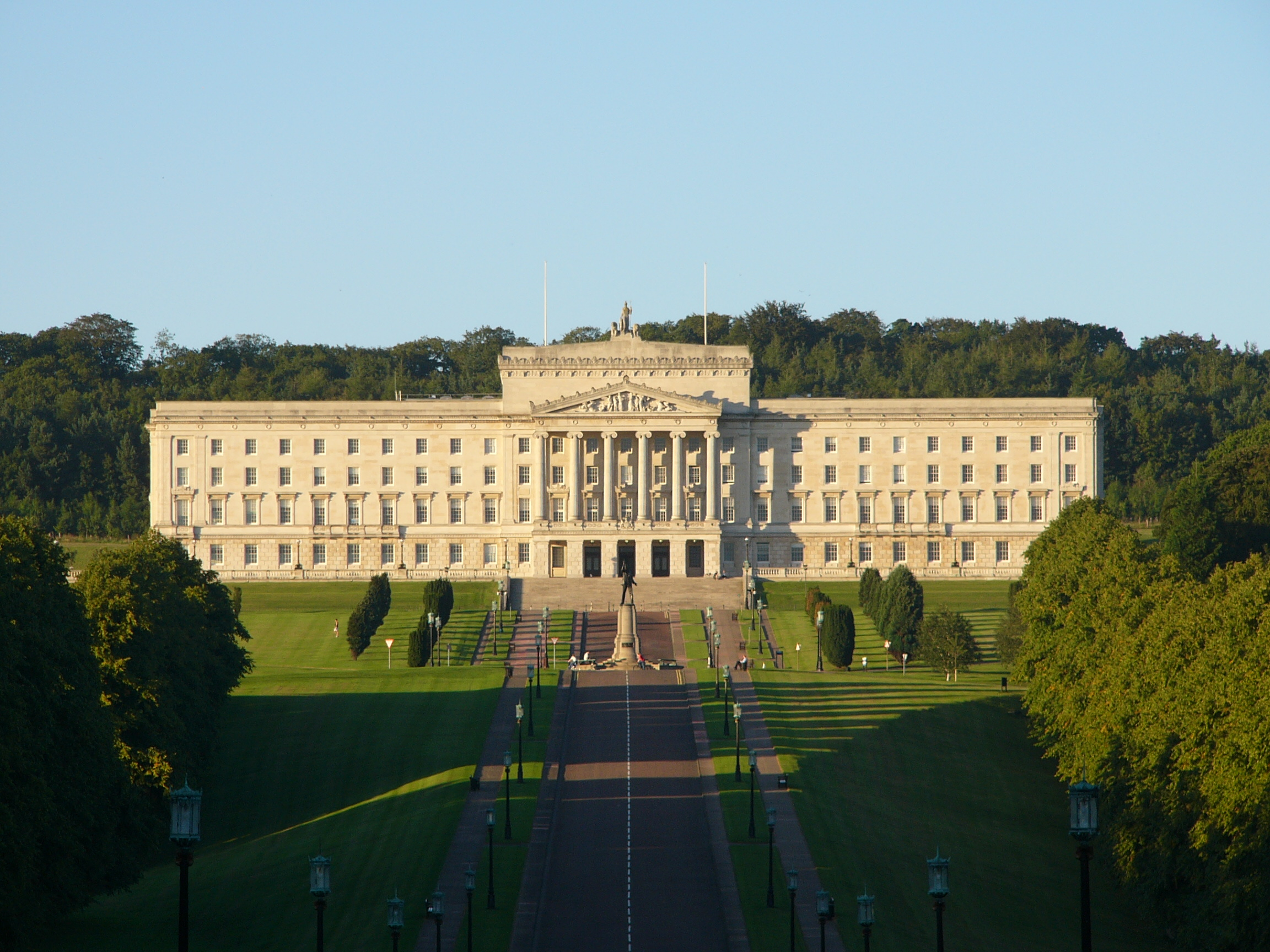
北アイルランド議会議事堂（Parliament Buildings）もA級指定建造物

## スコットランド
スコットランドでは、指定建造物の分類は
- A類（Category A）：（Category:A類指定建築物 (スコットランド) Category:Category A listed buildings in Scotlandも参照）
- B類（Category B）
- C類（Category C）

となっている。
2009年現在、指定建造物は47,400 件に達しており、その内A類が8%（約3,800件）で、B類は51％（24,00件）、C類は残りであった。

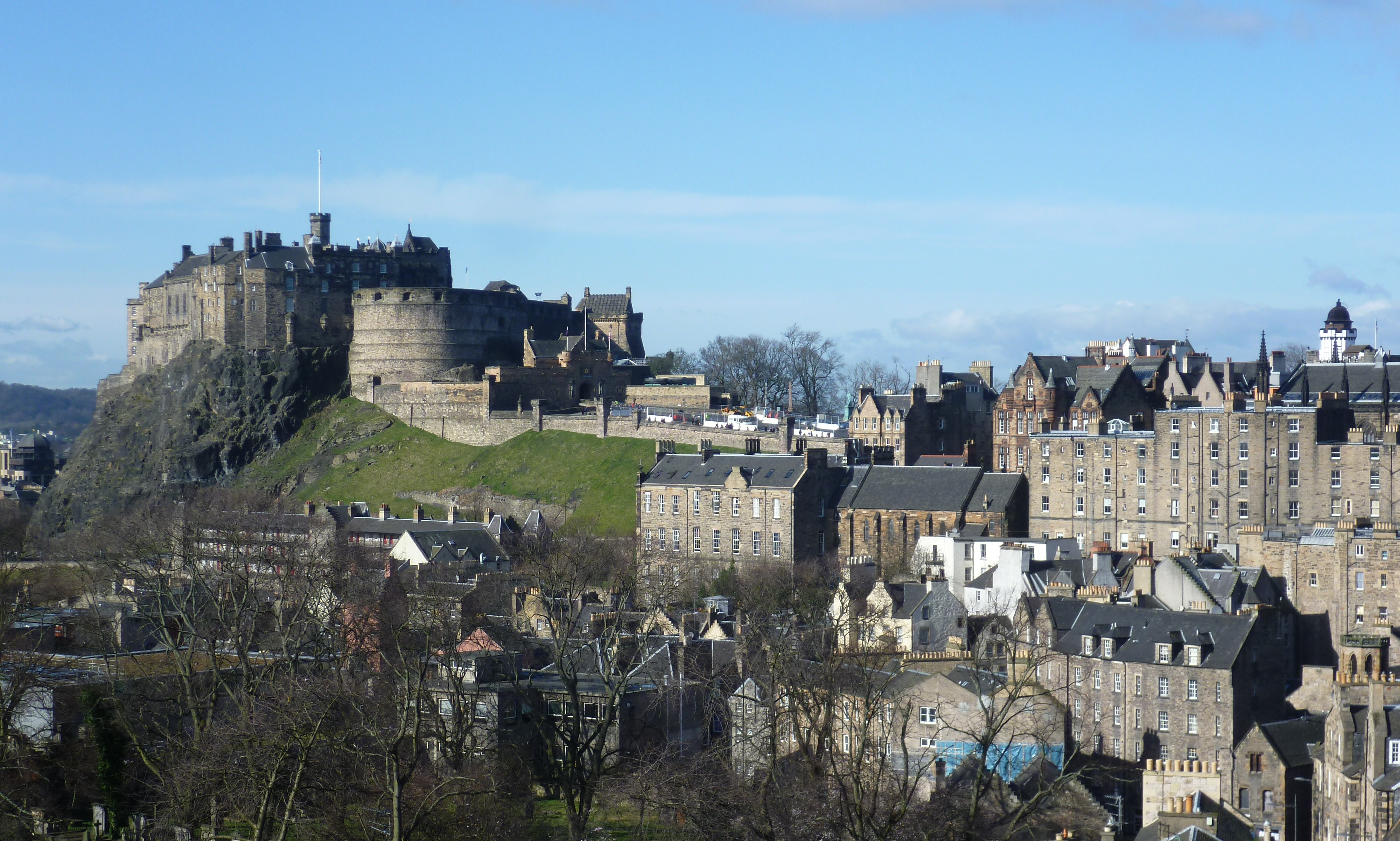
エディンバラ城（A類指定建造物）
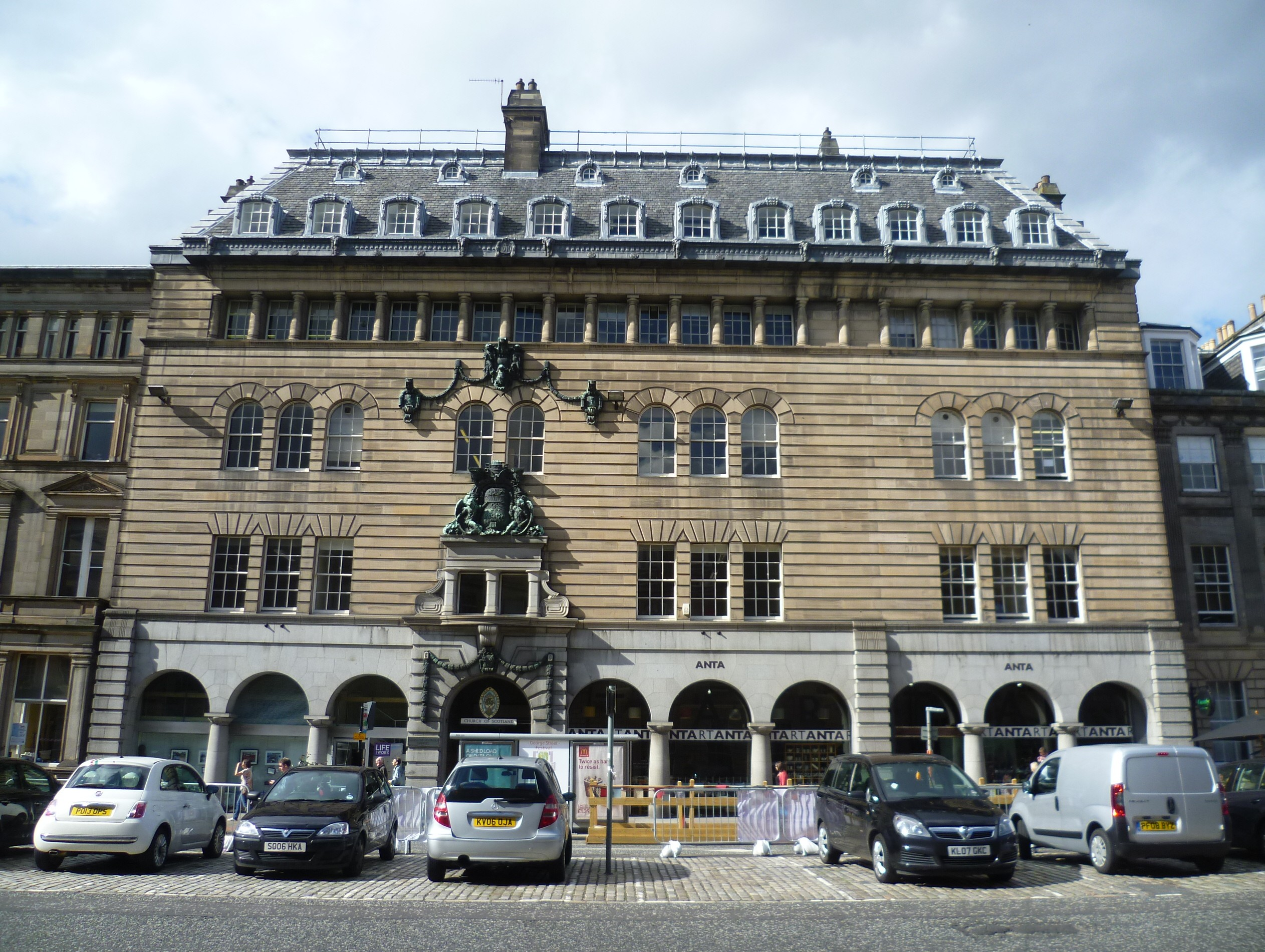
スコットランド国教会事務所（Church of Scotland offices）（A類指定建造物）
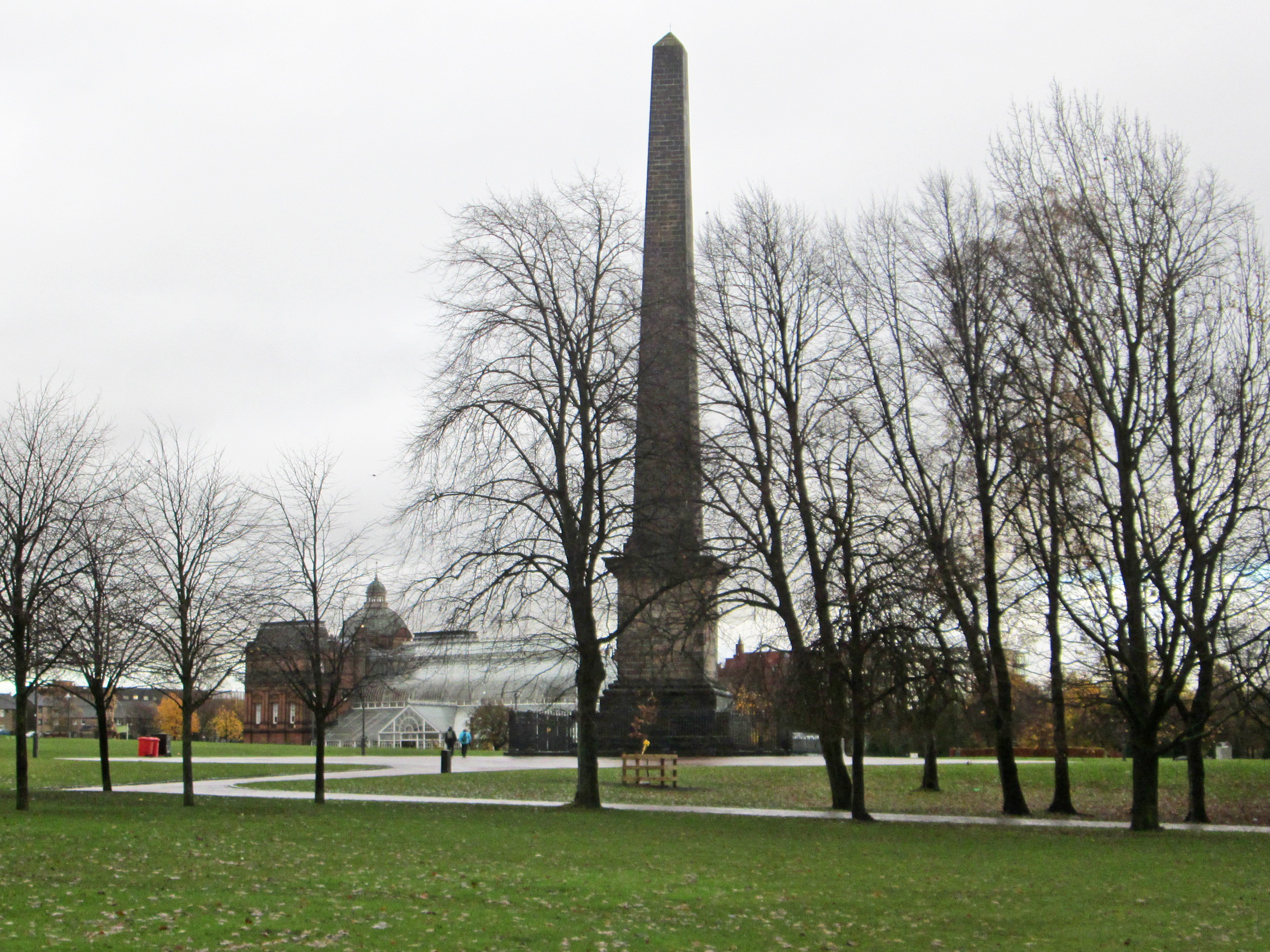
グラスゴーのネルソン記念碑（Nelson Monument, Glasgow）（A類指定建造物）
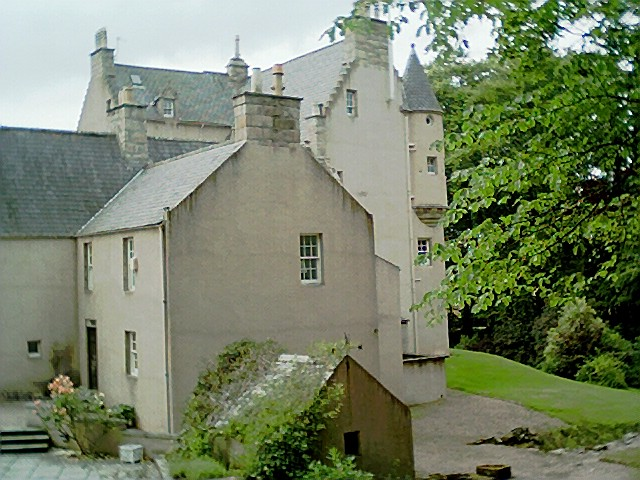
アバディーンシャーにあるリクリーヘッド城はA類指定建造物である。
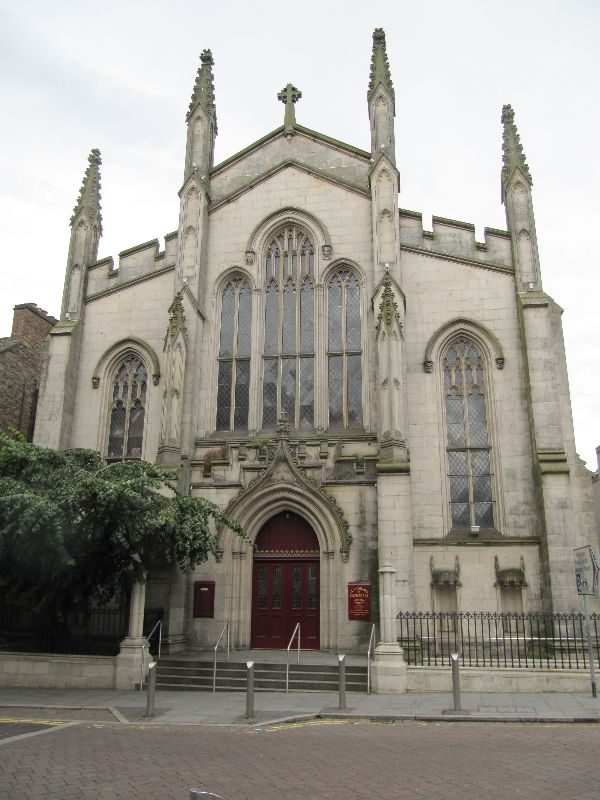
ダンディーの聖アンドルー大聖堂（St Andrew's Cathedral, Dundee）（B類指定建造物）
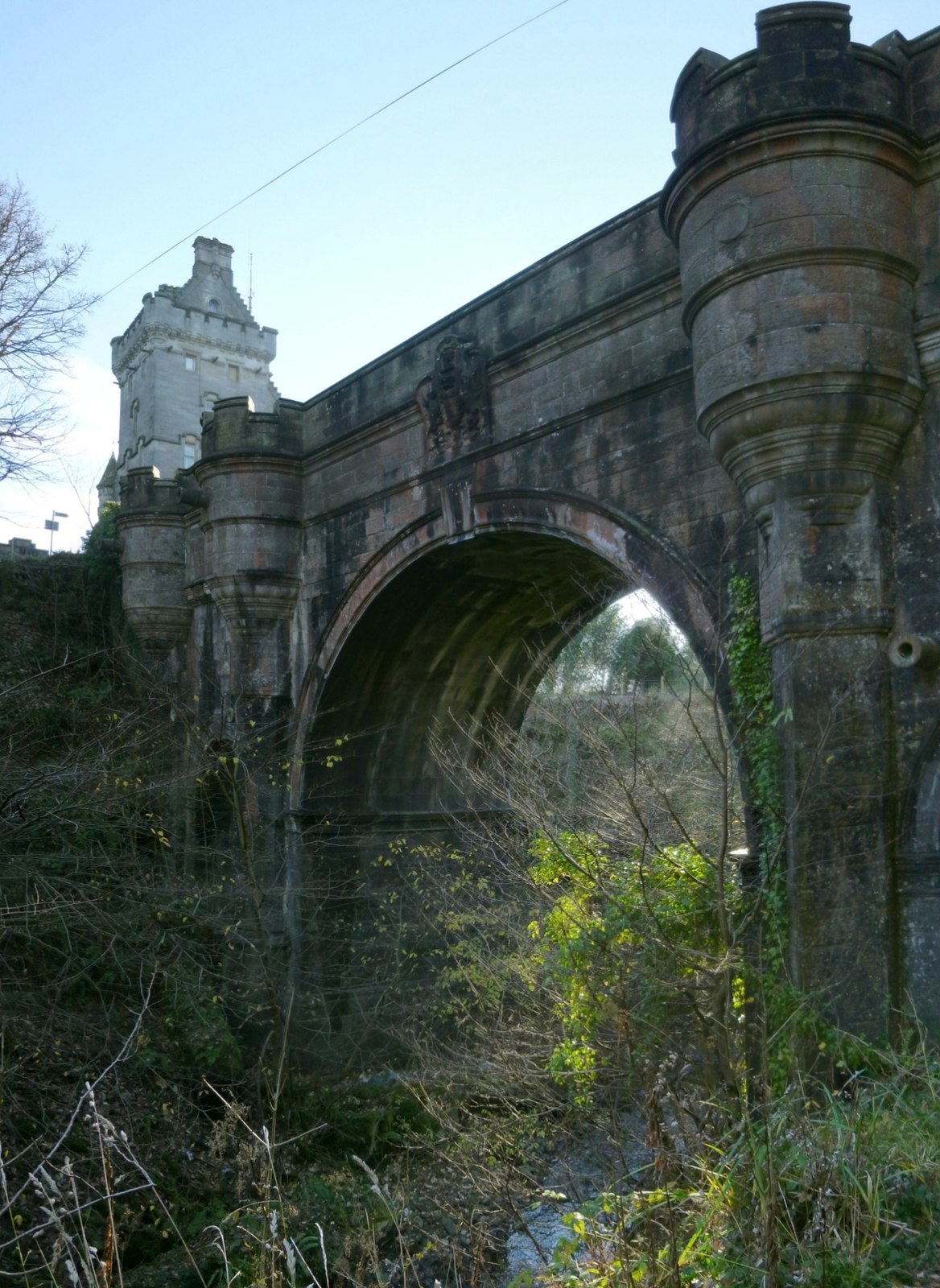
ダンバートンのオーバートン橋（B類指定建造物）